# Goran Jagodnik

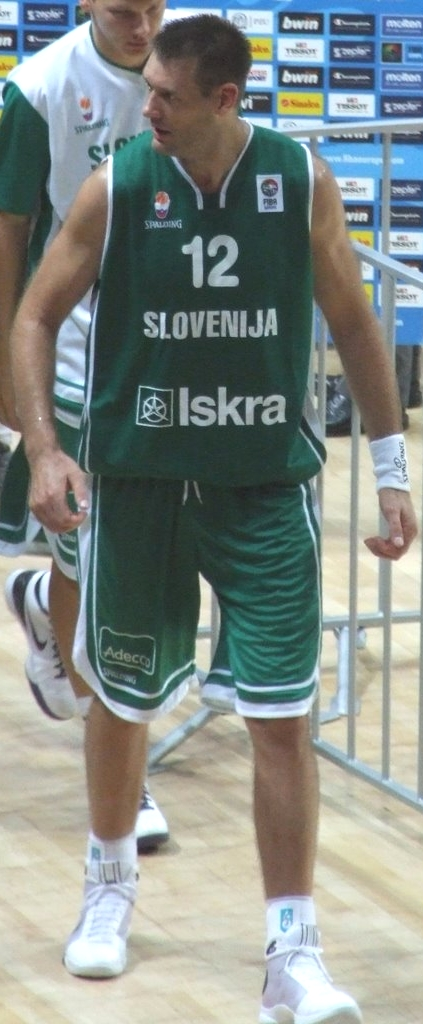
Goran Jagodnik 2009.

Goran Jagodnik, född 23 maj 1974 i Podgrad, är en slovensk basketspelare som spelar i Hopsi Polzela i slovenska högstaligan.
Jagodnik började sin karriär i slovenska Koper år 1991. År 1994 skrev han på för Hopsi Polzela, också de från Slovenien, och efter några framgångsrika säsonger bytte han till Türk Telekom från Ankara. Under fyra år i Polen mellan år 2002 och 2006, då han spelade för Prokom Trefl Sopot hade han kanske sin mest framgångsrika period som spelare med bland annat tre ligaguld och två säsonger med spel i Euroleague.
Jagodnik tilldelades i november 2010 Euroleague MVP (mest värdefulla spelare) för oktober då han ledde sitt Union Olimpija Ljubljana till seger i de två första matcherna för säsongen i Euroleague.
Goran Jagodnik har spelat 75 matcher för slovenska landslaget vilket är delad första plats tillsammans med Jaka Lakovič.